# 岡山県の観光地

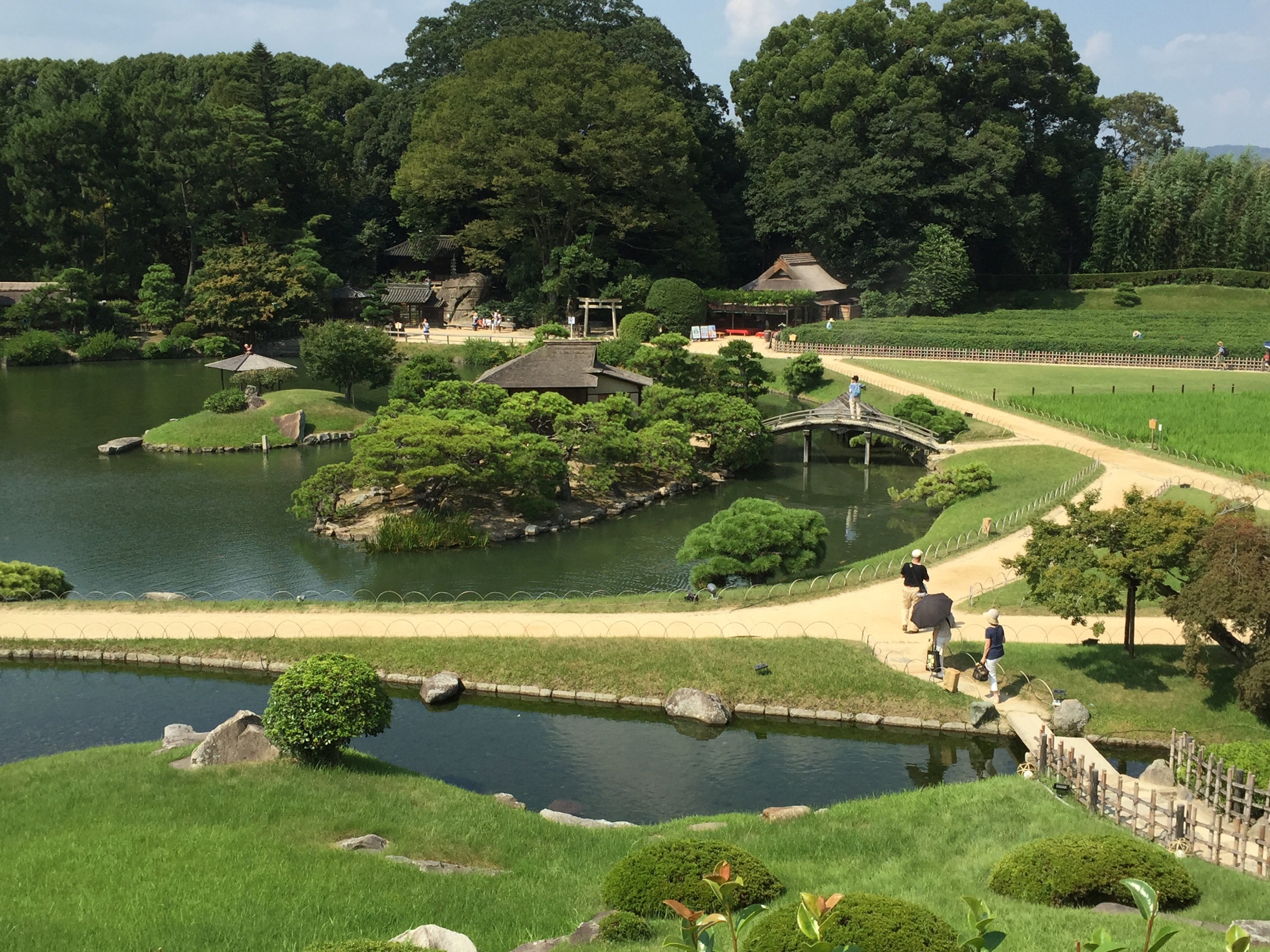
特別名勝 後楽園

岡山県の観光地（おかやまけんのかんこうち）は、岡山県内の主要な観光地等に関する項目である。

## 対象別

### 文化財等

#### 国宝建築
- 吉備津神社 - 本殿、拝殿
- 旧閑谷学校 - 講堂

- 吉備津神社 本殿
- 吉備津神社 拝殿
- 旧閑谷学校 講堂

#### 国の名勝
- 後楽園（特別名勝、岡山市）
- 磐窟谷（高梁市）
- 奥津渓（鏡野町）
- 鬼ヶ嶽（井原市美星町烏頭・矢掛町上高末）
- 応神山（笠岡市）
- 神庭瀑（真庭市）
- 旧津山藩別邸庭園（衆楽園）（津山市）
- 豪渓（総社市・吉備中央町）
- 下津井鷲羽山（倉敷市）
- 白石島（笠岡市）
- 高島（笠岡市）
- 頼久寺庭園（高梁市）

- 神庭瀑
- 旧津山藩別邸庭園（衆楽園）
- 豪渓
- 白石島

#### 重要伝統的建造物群保存地区
- 吹屋（高梁市）
- 倉敷川畔（倉敷市)
- 城東町並み保存地区（津山市）

- 吹屋
- 倉敷川畔
- 津山の城東町並み保存地区

#### 重要文化財・史跡等
特別史跡
- 旧閑谷学校 附 椿山石門津田永忠宅跡および黄葉亭

- 備中国分寺五重塔
（重要文化財）
- 津山城
（国の史跡）
- 高梁市立吹屋小学校
（岡山県指定文化財）

#### 登録記念物
- 旧梶村氏庭園

#### 文化施設
博物館・美術館
水族館
- 玉野市立玉野海洋博物館

- 倉敷アイビースクエア
- 岡山県立博物館
- 林原美術館
- 大原美術館

### 公園等

#### 国立・国定・国営公園
- 国立公園
  - 瀬戸内海国立公園
  - 大山隠岐国立公園
- 国定公園
  - 氷ノ山後山那岐山国定公園

- 瀬戸内海国立公園
（日生諸島）
- 氷ノ山後山那岐山国定公園
（那岐山）

#### 県立自然公園
- 高梁川上流県立自然公園
- 吉備史跡県立自然公園
- 湯原奥津県立自然公園
- 吉備路風土記の丘県立自然公園
- 備作山地県立自然公園
- 吉備清流県立自然公園
- 吉井川中流県立自然公園

#### 県立都市公園
- 岡山県総合グラウンド
- 後楽園
- 倉敷スポーツ公園
- 水島緑地

- 岡山県総合グラウンド
- 水島緑地

#### 大型公園・動物園・植物園・遊園地
大型公園
動物園・植物園・遊園地
- 池田動物園
- 渋川動物公園
- 岡山市半田山植物園
- 鷲羽山ハイランド
- おもちゃ王国
- ヒルゼン高原センター

- みやま公園
- たけべの森公園
- 池田動物園
- 鷲羽山ハイランド

#### 恋人の聖地
- 牛窓 / オリーブ園 幸福の鐘
- バレンタインパーク作東
- 満奇洞「恋人の泉」

- 牛窓オリーブ園
- バレンタインパーク作東

### 祭事・行事
- 西大寺会陽
- 岡山三大祭り
  - 吉備津神社七十五膳祭
  - 加茂大祭
  - 吉川八幡宮当番祭
- 岡山三大だんじり祭り
  - 津山まつり
  - 久世祭り・勝山喧嘩だんじり
  - 鴻八幡宮例大祭
- 義民祭
- 素隠居
- 三原渡り拍子

- 西大寺会陽
- 鴻八幡宮例大祭
- 素隠居
- 勝山喧嘩だんじり

## 地域別

### 備前地方

#### 岡山圏
- 岡山市
  - 北区 - 特別名勝後楽園、吉備路（国宝吉備津神社、吉備津彦神社、最上稲荷、備中高松城、造山古墳など）、岡山城、池田動物園、岡山市立オリエント美術館、林原美術館、岡山県総合グラウンド、近水園、宗忠神社、岡山県立美術館、岡山県立博物館、晴れの国おかやま館、吉備サービスエリア、RSKバラ園、招き猫美術館、龍泉寺、後楽温泉ほのかの湯、岡山シティミュージアム、首部白山神社、京橋朝市、西川緑道公園、稲荷山健康センター、岡山市半田山植物園、たけべの森公園、おかやま桃太郎まつり、うらじゃ踊り、吉備津彦神社の御田植祭
  - 中区 - 夢二郷土美術館、曹源寺
  - 東区 - 犬島精練所美術館、西大寺、キリンビール岡山工場、亀石まつり
  - 南区 - 岡山市サウスヴィレッジ
- 玉野市 - おもちゃ王国、宇野港、みやま公園・道の駅みやま公園、玉野市立海洋博物館、渋川動物公園、王子が岳、大崎八幡宮、渋川海岸
- 吉備中央町 - 道の駅かよう、道の駅かもがわ円城、清水寺、八丁畷の準平原面、天籟庵、名勝豪渓

- 岡山城
- 西大寺
- 最上稲荷
- 渋川海岸

#### 東備圏
- 備前市 - 国宝旧閑谷学校、伊部町（備前焼関連）、五味の市、みなとの見える丘公園、日生諸島、笹尾山
- 瀬戸内市 - 牛窓オリーブ園、備前長船刀剣博物館、寒風陶芸会館、道の駅黒井山グリーンパーク、道の駅一本松展望園、牛窓神社、牛窓港の夕陽、夢二郷土美術館
- 赤磐市 - おかやまフォレストパーク ドイツの森、熊山英国庭園、熊山遺跡
- 和気町 - 和気神社、藤公園、由加神社

- 伊部町
- 牛窓港
- おかやまフォレストパーク ドイツの森

### 備中地方

#### 倉敷圏
- 倉敷市 - 倉敷美観地区（重伝建「倉敷川畔」、倉敷アイビースクエア・児島虎次郎記念館、大原美術館、桃太郎のからくり博物館、阿智神社、倉紡記念館、いがらしゆみこ美術館、倉敷物語館、林源十郎商店、旧大原家住宅、大橋家住宅、倉敷考古館、日本郷土玩具館、倉敷民藝館、星野仙一記念館、倉敷貯金箱博物館など）、三井アウトレットパーク倉敷、ベティスミス ジーンズミュージアム&ヴィレッジ、瀬戸大橋、アリオ倉敷、鷲羽山ハイランド、由加神社本宮、旧野崎家住宅、倉敷デニムストリート、名勝下津井鷲羽山、ライフパーク倉敷、円通寺、倉敷市立自然史博物館、むかし下津井回船問屋、通仙園、沙美海岸、玉島町並み保存地区、金田一耕助の小径（横溝正史疎開宅）、素隠居、鴻八幡宮例大祭、乙島まつり
- 総社市 - 鬼ノ城、備中国分寺、宝福寺、備中国総社宮、国民宿舎サンロード吉備路、名勝豪渓、こうもり塚古墳、備中神楽、義民祭
- 早島町 - 早島公園

- 倉敷美観地区
- 阿智神社
- 沙美海岸
- 鷲羽山から見た瀬戸大橋
- 鬼ノ城

#### 西備圏
- 笠岡市 - 笠岡市立カブトガニ博物館、道の駅笠岡ベイファーム、大仙院、御嶽山、笠岡諸島（白石島海水浴場など）、かさおか太陽の広場、古城山公園、名勝応神山、ひったか、おしぐらんご、白石踊
- 井原市 - 美星天文台、善福寺、興譲館、相原公園、高山寺、名勝鬼ヶ嶽、三原渡り拍子
- 浅口市 - 岡山天文博物館
- 里庄町 - 仁科芳雄生家
- 矢掛町 - 矢掛の町並み

- 笠岡諸島（白石島）
- 相原公園
- 矢掛

#### 高梁圏
- 高梁市 - 城下町（備中松山城、頼久寺、高梁基督教会堂など）、重伝建「吹屋」（吹屋ふるさと村郷土館、広兼邸、西江邸、ベンガラ館、笹畝坑道など）、弥高山、うかん常山公園、愛宕山 (高梁市松山)、高梁市成羽美術館、松山踊り
- 真庭市（旧北房町） - 備中鐘乳穴、北房ぶり市

- 備中松山城
- 広兼邸

#### 阿新圏
- 新見市 - 井倉峡（鍾乳洞井倉洞、羅生門、絹掛の滝など）、満奇洞、道の駅鯉が窪、高梁川、新見千屋温泉いぶきの里、大佐山オートキャンプ場、鯉ヶ窪湿性植物群落、新見美術館、城山公園、阿哲台、御神幸武器行列

- 満奇洞

### 美作地方

#### 津山圏
- 津山市（旧勝北町を除く） - 津山城、名勝衆楽園、津山まなびの鉄道館、道の駅久米の里、つやま自然のふしぎ館、石山寺、岩屋城址、中山神社、安国寺、城東町並み保存地区、津山まつり、福力荒神社大祭
- 鏡野町 - 道の駅奥津温泉、奥津温泉、名勝奥津渓、岩井滝、円通寺、のとろ温泉 天空の湯、岡山県立森林公園
- 美咲町 - 柵原ふれあい鉱山公園、大垪和西の棚田、本山寺、護法祭
- 久米南町 - 道の駅くめなん、誕生寺（法然生誕地）、護法祭

- 中山神社
- 大垪和西の棚田

#### 真庭圏
- 真庭市（旧北房町を除く） - 湯原温泉、蒜山高原、名勝神庭瀑、道の駅風の家、ヒルゼン高原センター、旭川、塩釜の冷泉、勝山町並み保存地区、蒜山大山スカイライン、蒜山ハーブガーデンハービル、旧遷喬尋常小学校校舎、郷緑温泉、真賀温泉、道の駅醍醐の里、勝山城址、蒜山高原サービスエリア、薬王寺、醍醐桜、久世トンネル桜、道の駅蒜山高原、休暇村蒜山高原、蒜山ホースパーク、竜頭の滝、勝山まつり、久世祭り、勝山のお雛まつり
- 新庄村 - 道の駅がいせん桜 新庄宿、不動滝、新庄宿

- 蒜山高原
- 勝山町並み保存地区

#### 勝英圏
- 美作市 - 湯郷温泉、現代玩具博物館、道の駅彩菜茶屋、あの日のおもちゃ箱 昭和館、長福寺、安養寺、武蔵の里、トム・ソーヤー冒険村、岡山国際サーキット、バレンタインパーク作東
- 西粟倉村 - あわくら温泉
- 勝央町 - 旧勝田郡役所庁舎
- 奈義町 - 菩提寺、奈義町現代美術館、那岐山
- 津山市（旧勝北町） -

- 湯郷温泉